# Orbaneja Riopico
Orbaneja Riopico település Spanyolországban, Burgos tartományban. Orbaneja Riopico Burgos, Rubena, Cardeñuela Riopico, Ibeas de Juarros és Cardeñajimeno községekkel határos. Lakosainak száma 350 fő (2024).

## Népesség
A település népessége az utóbbi években az alábbiak szerint változott:
| Lakosok száma | 159  | 177  | 160  | 220  | 237  | 246  | 261  | 336  | 355  | 350  |
|               | 2001 | 2004 | 2006 | 2009 | 2011 | 2014 | 2016 | 2019 | 2021 | 2024 |